# Sunset Boulevard (musical)
Sunset Boulevard è un musical del 1993 composto da Andrew Lloyd Webber su testi e libretto di Don Black e Christopher Hampton basato sul film di Billy Wilder Viale del tramonto (1950), sceneggiato originariamente da Wilder, Charles Brackett e D.M. Marshmann Jr. Il musical racconta di Norma Desmond, diva dimenticata del cinema muto, e del suo fortuito incontro con il giovane sceneggiatore Joe Gillis; la donna vede in lui l'opportunità per tornare nel mondo del cinema e mostrare l'egemonia della propria arte su quella degli attori del sonoro.
Il musical, presentato per la prima volta a Londra nel 1993, è stato prodotto in vari paesi e tradotto in numerose lingue, pur essendo stato soggetto nel corso degli anni di numerose battaglie legali e ostacolato dagli enormi costi di produzione.

## Trama

### Atto I
La vicenda narrata ci viene presentata con un lungo flashback del protagonista, Joe Gillis, giovane soggettista di Hollywood, il cui cadavere galleggia nella piscina di una villa sul Sunset Boulevard, a Los Angeles.
Il racconto di Gillis inizia spiegando come, sei mesi prima, fuggendo dagli emissari di una società finanziaria che volevano sequestrargli l'automobile come pagamento per i suoi debiti, egli trova casualmente rifugio nella villa di Norma Desmond, una cinquantenne ex-diva del cinema muto, ritiratasi a vivere in solitudine. La villa è immensa, ma ha un che di fatiscente come se fosse abbandonata. Accolto dal maggiordomo Max, Gillis viene scambiato dalla Desmond per uno dei necrofori incaricati del funerale della propria scimmietta (Surrender).
Incuriosito dalla grottesca circostanza e dalla decadenza dell'ambiente, Gillis fa la conoscenza dell'attrice, che vive ormai di ricordi (With One Look), attorniata da centinaia di sue fotografie e nel totale disprezzo per il cinema moderno, che considera rovinato e corrotto dall'avvento del sonoro e del Technicolor. Poiché sogna un ritorno alla celebrità, la Desmond impone a Gillis di visionare lo script di un film di cui lei ha curato la stesura, incentrato sul personaggio di Salomè (Salomé), e per questo lo ospita e lo trattiene nella sua isolata e sfarzosa dimora. Le intenzioni dell'attrice vanno però al di là di un semplice rapporto di lavoro: essa, infatti, s'innamora di Joe, lo lusinga con costosi regali, ma viene da lui rifiutata e, durante il party di capodanno, in un impeto d'ira la Desmond lo colpisce e Gillis fugge dalla villa (The Perfect Year / Dialogue After The Perfect Year).
Rifugiatosi in casa di un amico (Artie Green's Apartment / This Time Next Year), vi incontra la giovane fidanzata di questi, Betty Schaefer, una ragazza conosciuta tempo prima negli uffici della Paramount. Durante la serata, Gillis telefona a Max, maggiordomo della Desmond, per farsi spedire indietro i propri effetti personali, ma scopre che l'attrice ha tentato il suicidio. Sconvolto, il giovane si precipita al suo capezzale, promettendole di amarla (The House On Sunset-Second Reprise).

### Atto II
Norma e Joe si recano ai Paramount Studios (Journey To Paramount) per parlare con Cecil B. DeMille del copione.
Qui Norma è assalita dai ricordi (As If We Never Said Goodbye). DeMille, che non ha il cuore per dirle che il cinema muto è ormai tramontato e che il copione di Norma non diventerà mai un film, congeda Norma dicendole che presto la contatterà al riguardo. Norma fraintende ed è sicura che il film verrà fatto (New Ways To Dream).
Da questo punto in avanti Gillis conduce una doppia vita: passa le giornate nella villa in compagnia della Desmond mentre, di sera, esce di soppiatto per recarsi agli studios della Paramount e scrivere insieme a Betty il soggetto per un film. Quando Betty gli confessa, però, il suo amore per lui e gli chiede di sposarlo, Joe rimane turbato e se ne va senza darle una risposta. Norma, scoperto il motivo delle misteriose uscite notturne di Gillis, ormai al culmine della pazzia e rosa dalla gelosia, telefona a Betty raccontandole della doppia vita di Joe (The Phone Call). Questi la scopre durante la conversazione e invita la ragazza a recarsi alla villa di Sunset Boulevard per chiarire la faccenda. Quando la ragazza arriva, Gillis le spiega della sfarzosa vita che conduce con la matura Norma; scioccata e affranta, la ragazza fugge in lacrime. Joe si reca dunque in camera, intenzionato a fare i bagagli e ad andarsene; Norma lo insegue fino in giardino e gli spara tre colpi di pistola, uccidendolo. Il corpo senza vita di Joe cade nella piscina.
Si torna così all'inizio della vicenda, sul bordo della piscina. All'arrivo della polizia, Norma Desmond appare completamente estraniata dalla realtà e non comprende cosa stia succedendo veramente (Final Scene). Allora il fido maggiordomo Max, che si scopre essere suo pigmalione e primo marito, le dice che sono arrivati gli operatori del cinegiornale, per la produzione del film del suo rientro nel cinema. La diva, credendo che ci sia il suo regista Cecil B. DeMille pronto a filmarla, scende allora maestosamente le scale e, circondata dai reporter, si sente la diva acclamata di un tempo. Dopo aver ringraziato tutti i presenti, guardando la cinepresa, comincia a recitare (With One Look -Reprise).
"This time I'm staying, I'm staying for good; I'll be back where I was born to be. With one look, I'll be me!"

## Personaggi
| Personaggio       | Registro vocale | Descrizione                                                                            | Interpreti |
| Norma Desmond     | Mezzosoprano    | Protagonista del musical; diva dimenticata del cinema muto che progetta il suo ritorno | Loni Ackerman, Linda Balgord, Stephanie J. Block, Betty Buckley, Debra Byrne, Liz Callaway, Diahann Carroll, Petula Clark, Glenn Close, Judi Connelli, Ann Crumb, Pia Douwes, Kathryn Evans, Christina Grimandi, Florence Lacey, Patti LuPone, Karen Mason, Maureen Moore, Rita Moreno, Ann Morrison, Mazz Murray, Elaine Paige, Stefanie Powers, Hollis Resnik, Alice Ripley, Paloma San Basilio, Nicole Scherzinger, Kim Zimmer |
| Joe Gillis        | Baritenore      | Squattrinato sceneggiatore                                                             | Kevin Anderson, Michael Ball, John Barrowman, Bryan Batt, Graham Bickley, Alan Campbell, Alexander Hanson, Hugh Jackman, Ramin Karimloo, Derek Klena, Glyn Kerslake, Danny Mac, Gerónimo Rauch, Rex Smith, Michael Xavier |
| Max Von Mayerling | Baritono        | Maggiordomo e primo dei tre mariti di Norma                                            | Daniel Benzali, Walter Charles, Nathan Gunn, George Hearn, Sal Mistretta, Jeremy Secomb, David Thaxton, Martin Vidnovic, Anthony Warlow, Dave Willetts |
| Betty Schaefer    | Soprano         | Fidanzata di Artie, innamorata di Joe                                                  | Meredith Braun, Auliʻi Cravalho, Anita Louise Combe, Lauren Kennedy, Judy Kuhn, Laura Pitt-Pulford, Alice Ripley, Frances Ruffelle, Zizi Strallen, Sarah Uriarte Berry, Emma Williams |
| Artie Green       | Tenore          | Sceneggiatore, amico di Joe Gillis                                                     | Flavio Gismondi, Ramin Karimloo, Michael Xavier |
| Cecil B. DeMille  | Baritono        | Regista                                                                                | Alan Oppenheimer |
| Sheldrake         | Baritono        | Produttore cinematografico                                                             | Sal Mistretta |
| Manfred           | Baritono        | Un costosissimo sarto alla moda                                                        | Mark McKerracher, Jim Walton |

## Numeri musicali

### West End
Primo atto
- The House On Sunset (Prologue)
- Let's Have Lunch
- Sheldrake's Office
- On The Road
- Surrender
- With One Look
- Salome
- The Greatest Star of All
- Schwab's Drugstore
- Let's Have Lunch (Reprise)
- Girl Meets Boy
- The House On Sunset (Reprise)
- New Ways To Dream
- The Lady's Paying
- The House On Sunset (Reprise)
- The Perfect Year
- Dialogue After The Perfect Year
- Artie Green's Apartment
- This Time Next Year
- The House On Sunset (Reprise)

Secondo atto
- Entr'acte
- Sunset Boulevard
- The Perfect Year (Reprise)
- Journey To Paramount
- As If We Never Said Goodbye
- Surrender (Reprise)
- Girl Meets Boy (Reprise)
- Eternal Youth Is Worth A Little Suffering
- Too Much In Love To Care
- New Ways To Dream (Reprise)
- Sunset Boulevard (Reprise)
- The Greatest Star Of All (Reprise)

### Broadway
Primo Atto
1. Overture / I Guess It Was 5AM - Joe
2. Let's Have Lunch - Joe, Attori, attrici, sceneggiatori, Artie, Sheldrake, Betty
3. Every Movie's A Circus† - Betty, Joe
4. Car Chase - orchestra
5. At the House on Sunset - Joe
6. Surrender - Norma
7. With One Look - Norma
8. Salomé - Norma, Joe
9. Greatest Star of All - Max
10. Every Movie's a Circus (Reprise) - Attori, Attrici, Artie, Joe, Betty, barista
11. Girl Meets Boy - Joe, Betty
12. Back at the House on Sunset - Joe, Max
13. New Ways to Dream - Norma, Joe
14. Completion of the Script - Norma, Joe
15. The Lady's Paying - Norma, Manfred, Joe, Sarti
16. New Year's Eve - Joe, Max
17. The Perfect Year - Norma, Joe
18. This Time Next Year - Ensemble, Artie, Betty, Joe, Cecil B. DeMile
19. New Year's Eve (Back at the House on Sunset)- Joe, Norma

Secondo Atto
1. Entr'acte - orchestra
2. Sunset Boulevard - Joe
3. There's Been a Call (Perfect year [Reprise]) - Norma
4. Journey to Paramount - Joe, Norma
5. As If We Never Said Goodbye - Norma
6. Paramount Conversations - Betty, Joe, Norma, Cecil B. DeMile, Sheldrake, Max
7. Surrender (Reprise) - Cecil B. DeMile
8. Girl Meets Boy (Reprise)- Joe, Betty
9. Eternal Youth Is Worth a Little Suffering - Norma, Astrologo, assistenti di un centro benessere
10. Who's Betty Schaefer? - Joe, Norma
11. Betty's Office at Paramount - Joe, Betty
12. Too Much in Love to Care - Betty, Joe
13. New Ways to Dream (Reprise)- Max
14. The Phone Call - Norma
15. The Final Scene - Joe, Betty, Norma, Max, Giornalista

## Ideazione
Tra il 1952 e il 1956 Gloria Swanson lavorò con l'attore Richard Stapley ed il cabarettista Dickson Hughes per creare un adattamento musicale del film, intitolato prima Starring Norma Desmond, poi Boulevard!. Il finale era differente, ed il musical terminava con un lieto fine in cui Norma lasciava andare Joe a sposarsi con Betty. La Paramount aveva dato il permesso di adattare un proprio film alla Swanson solo verbalmente, non furono mai presi accordi scritti. Il 20 febbraio 1957, il legale della Paramount, Russell Holman, scrisse una lettera alla Swanson, con cui le vietava di procedere ulteriormente alla stesura del musical, in quanto questo show avrebbe potuto nuocere alla Paramount Nel 1994 Hughes scrisse nuove canzoni e le aggiunse allo score creato con la Swanson e pubblicò Swanson on Sunset, in cui raccontava la sua esperienza e quella di Stapley nel realizzare Boulevard!. Un'incisione discografica dell'intero score, oggi conservato nell'archivio “Gloria Swanson” all'Università del Texas, è stata pubblicata nel 2008.
Nei primi anni sessanta Stephen Sondheim progettò di fare un musical basato su Viale del Tramonto e compose la musica della prima scena del musical, con la collaborazione del librettista Burt Shevelove. Sondheim chiese a Wilder un parere sul proprio lavoro (in cui Jeanette MacDonald avrebbe dovuto ricoprire il ruolo di Norma), dopo averlo conosciuto ad un cocktail party. “Non può fare un musical su Viale del tramonto,” rispose Wilder “deve essere un'opera. Dopo tutto, parla di una regina detronizzata”. Sondheim abbandonò il progetto. Qualche anno dopo fu invitato da Harold Prince a comporre le musiche per un remake con Angela Lansbury di un originale film muto; Sondheim rifiutò il lavoro, citando la conversazione con Wilder.
Quando Andrew Lloyd Webber vide il film all'inizio degli anni settanta, fu ispirato a scrivere qualche canzone sul film per un eventuale adattamento teatrale. Tuttavia, Lloyd Webber utilizzò quelle canzoni per la colonna sonora del film Gumshoe.. Nel 1976, dopo una conversazione con Harold Prince, che deteneva diritti teatrali di Viale del Tramonto, Lloyd Webber cominciò a pensare all'adattamento musicale del film, pur non cominciando a scrivere nulla se non dopo il debutto di Aspects of Love nel 1989.
A quel punto Lloyd Webber, decidendo che Sunset sarebbe stato il suo prossimo lavoro, rese privata la Really Useful Group, in modo da fare “film invece che musical”.
Nel 1991 Lloyd Webber chiese ad Amy Powers, un avvocato di New York con esperienze da librettista, di scrivere i versi di Sunset Boulevard. Al progetto si aggiunse Don Black, che aiutò Powers con le liriche; i versi scritti dai due, insieme alla musica di Lloyd Webber, furono ascoltati da un pubblico per la prima volta nel 1991 al Sydmonton Festival. Norma Desmond era interpretata da Ria Jones. Il musical non piacque al pubblico. Una versione rivisitata e corretta, con nuove liriche di Christopher Hampton, fu messa nuovamente in scena al Sydmonton Festival nel 1992, con Patti LuPone nel ruolo di Norma, e fu accolto con vasti consensi. Lloyd Webber utilizzò alcuni pezzi musicali presi dal suo musical Cricket, scritto con Tim Rice, che ebbe un grande successo al Castello di Windsor e al Sydmonton Festival.

## Produzioni

### West End
La produzione originale del West End di Londra, con la regia di Trevor Nunn e le coreografie di Bob Avian, ha aperto il 12 luglio 1993 all'Adelphi Theatre. Il cast comprendeva Patti LuPone nel ruolo di Norma, Kevin Anderson in quello di Joe Gillis, Meredith Braun come Betty Shaefer, Daniel Benzali era l'ex-marito e regista di Norma, Max e Gareth Snook nel ruolo di Artie, il miglior amico del protagonista.

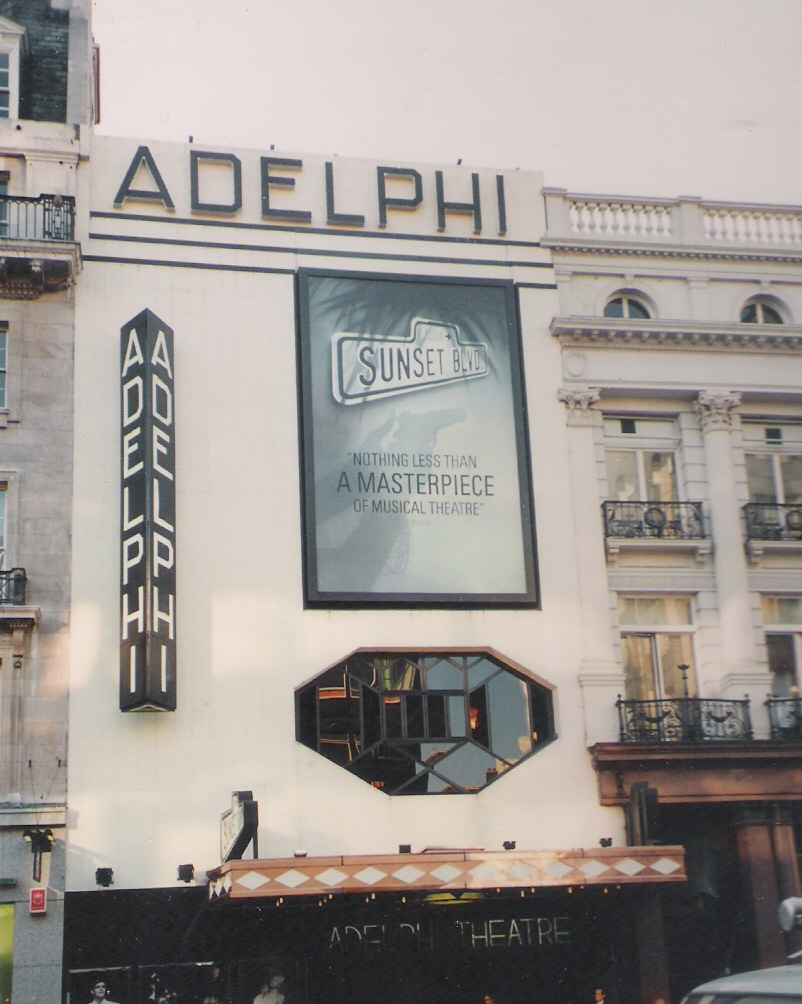
Sunset Boulevard al Teatro Adelphi di Londra

Alla prima officiale erano presenti Billy Wilder, la moglie Audrey e Nancy Olson, che aveva interpretato Betty nel film del 1950. Wilder ha detto del musical “La cosa migliore che hanno fatto è lasciare la sceneggiatura intatta”, mentre di Patti LuPone ha detto “È una vera stella dal momento in cui entra in scena”.
Le recensioni erano miste, soprattutto da parte del Associated Press, ma Patti LuPone fu molto apprezzata da tutti i critici "
Il musical chiuse per tre settimane, dal 19 aprile 1994, in coincidenza con il debutto a Broadway, per poi riaprire dopo una nuova “notte della prima”. Questa seconda produzione aveva una nuova canzone ("Every Movie's A Circus"), una nuova scenografia e un nuovo cast: Norma era Betty Buckley, mentre Joe era John Barrowman. Michael Bauer, l'originale DeMille, sostituiva Benzali nel ruolo di Max, mentre Anita Louise Combe era la nuova Betty. Bauer interpretò Max fino alla chiusura del musical e poi nel tour nel Regno Unito e nel concerto della BBC; la Combe aveva già interpretato Betty come prima sostituta a Londra per nove mesi, per poi essere la prima Betty nella produzione canadese, al fianco di Diahann Carroll). Anche questa volta, le recensioni furono buone
La Buckley sostituì Glenn Close nel secondo anno di repliche a Broadway. Elaine Paige, che aveva già sostituito Betty Buckley durante una settimana di malattia nel 1994, divenne la nuova Norma di Londra nel maggio 1995, prima di lasciare l'Adlephi Theatre per andare a sostituire Betty Buckley a Broadway.
Petula Clark, che aveva già sostituito Elaine Paige nel settembre 1995, divenne la Norma di ruolo nel gennaio 1996, quando Elaine Paige partì per New York.
Rita Moreno ha sostituito brevemente Petula Clark tra l'ottobre e il novembre 1996, prima che la Clark tornasse a interpretare Norma Desmond fino al termine delle repliche nella primavera successiva; il ruolo di Joe fu interpretato dopo Barrowman anche da Alexander Hanson e Graham Bickley, nell'ultimo anno dello spettacolo.
Sunset Boulevard, infine, chiuse il 5 aprile 1997, dopo 1530 repliche.

### Los Angeles

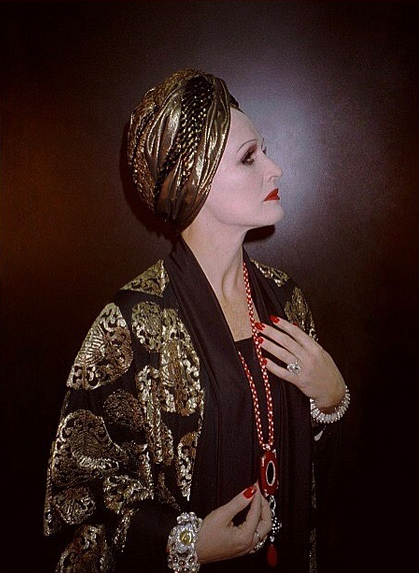
Glenn Close nel ruolo di Norma Desmond

La prima rappresentazione del musical negli Stati Uniti avvenne allo Shubert Theatre di Los Angeles il 9 dicembre 1993 con Glenn Close nel ruolo di Norma e Alan Campbell in quello di Joe Gillis. Nel cast figuravano anche George Hearn (Max) e Judy Kuhn (Betty). Lloyd Webber aveva parzialmente riorganizzato la sceneggiatura e il libretto, eliminando punti inutili all'economia della narrazione e alleggerendo lo show, aggiungendo anche la canzone "Every Movie's A Circus".. Questa produzione fu accolta meglio dai critici di quella londinese e fu un successo immediato, replicando 369 volte. Il cast di Los Angeles incise anche una propria versione discografica del musical, ancora una volta più apprezzata di quella londinese. È tuttora l'unica incisione completa del musical, visto che l'incisione del cast originale londinese dura circa trenta minuti in meno.
Scoppiò in seguito una polemica riguardo a Faye Dunaway, che fu ingaggiata per sostituire Glenn Close. La Dunaway iniziò a provare con il nuovo cast, che comprendeva Rex Smith (Joe) e Jon Cypher (Max). I biglietti per le repliche con la Dunaway furono velocemente venduti ma, poco dopo, i produttori annunciarono che l'attrice era vocalmente incapace di sostenere il ruolo di Norma e che quindi il musical avrebbe chiuso dopo che Glenn Close fosse stata trasferita a Broadway. La Dunaway, allora, ha intentato causa affermando che le affermazioni del produttore fossero diffamatorie. Questa battaglia legale è stata la vera ragione della chiusura del musical a Los Angeles, visto che la produzione accusava la Dunaway di non aver le capacità adatte a sostenere il ruolo di Norma. Tuttavia, temendo che la questione potesse danneggiare l'imminente debutto del musical a Broadway, la produzione pagò un risarcimento alla Dunaway, concludendo la questione definitivamente.

### Broadway
Il musical ha debuttato al Minskoff Theatre di Broadway il 17 novembre 1994 con Glenn Close, George Hearn e Alan Campbell nei rispettivi ruoli e Alice Ripley era la nuova Betty. Tra gli altri membri del cast figuravano Alan Oppenheimer (Cecil B. DeMille) e Vincent Tumeo (Artie Green), al suo debutto a Broadway. La vendita dei biglietti del musical è stata la più veloce della storia di Broadway, e lo spettacolo ha replicato per 977 volte. Billy Wilder partecipò alla prima e, alla chiamata alla ribalta, fu presentato al pubblico da Glenn Close. Nella stessa stagione soltanto un altro musical fu candidato al Tony Award e Sunset Boulevard vinse facilmente il premio come miglior musical e altri sei Tony Awards, tra i quali quello per la miglior attrice protagonista a Glenn Close.
Patti LuPone, a cui era stato promesso di interpretare Norma anche a Broadway, fece causa ad Andrew Lloyd Webber e fu risarcita con un milione di dollari; lo stesso era accaduto anche a Faye Dunaway a Los Angeles, dove l'attrice avrebbe dovuto sostituire Glenn Close. Ma Lloyd Webber, dopo aver ascoltato l'attrice cantare, la licenziò. Anche la Dunaway querelò Lloyd Webber.
Il musical, pur essendo diventato molto popolare, chiuse in ribasso a causa delle numerose spese a seguito delle battaglie legali ma, soprattutto, per gli enormi costi di produzioni riguardanti il cast e l'impianto scenico, che ammontavano a venti milioni di dollari. Apposta per questo musical fu coniato il termine “flop-hit”. Il musical aveva venduto più di un milione di biglietti nella sola Broadway.

### Tour statunitense
Il primo tour nazionale del musical negli Stati Uniti iniziò nel 1996 con Linda Balgord nel ruolo di Norma, e chiuse circa un anno dopo a causa degli esorbitanti costi di produzione e del trasporto della scenografia. Andrew Lloyd Webber allora convocò la scenografa Susan H. Schulman per progettare una produzione differente e con un impatto scenico più modesto e con maggior facilità di trasporto, con Petula Clark ancora una volta protagonista e Lewis Cleale nel ruolo di Joe. Questa produzione vinse un Anthony Powell's Tony Award per i nuovi costumi, la nuova scenografia semplificata di Derek McLane e per le nuove modifiche effettuate sul libretto da Schulman e Don Black. Questa nuova produzione, debuttata a Pittsburgh, girò per varie città degli Stati Uniti e chiuse a Chicago circa due anni dopo il debutto.
Nell'agosto del 2001 partì da Plymouth il primo tour del musical nel Regno Unito, con Faith Brown nel ruolo di Norma ed Earl Carpenter in quello di Joel Gillis. La produzione aveva un set più semplice rispetto a quello della prima produzione londinese con la LuPone, pur non compromettendo la qualità del musical e presentando una certa superiorità rispetto alla scenografia del tour con Petula Clark. Quando Carpenter lasciò il tour, fu sostituito da Jeremy Finch, già primo sostituto per il ruolo di Joe Gillis. Nel ruolo di Arte Green e come secondo sostituto di Joe c'era Ramin Karimloo. Il tour terminò a Manchester nella fine del 2002, con ottime recensioni ed un pubblico entusiasta.

### Canada
La prima produzione canadese del musical debuttò nel 1995. Il cast comprendeva Diahann Carroll (Norma), Rex Smith (Joe Gillis), Walter Charles (Max) e Anita Louise Combe (Betty Shaefer, ruolo già ricoperto a Londra). Nonostante le ottime recensioni e buone critiche sulla stessa Carroll, il musical rimase in scena per un minor tempo rispetto alle aspettative. Il musical ha debuttato a Toronto e, in seguito, è stato trasportato a Vancouver, dove ha chiuso dopo pochi mesi. Esiste anche un'incisione discografica con i pezzi migliori del musical eseguiti da questo cast canadese, realizzata nel 1995.

### Australia
Nell'ottobre 1996 aprì al Regent Theatre di Melbourne, fresco di restaurazione, la prima produzione australiana del musical. Il cast comprendeva Debra Byrne nel ruolo di Norma, Hugh Jackman in quello di Joe e Catherine Porter (Betty). In seguito Maria Mercedes iniziò a lavorare nel musical alternandosi con la Byrne nel ruolo della protagonista in due delle otto repliche settimanali. Amanda Harrison, futura star di Wicked, sostituì la Porter nel ruolo di Betty nell'ultimo mese della produzione, che chiuse il 14 giugno 1997.

### Europa
La prima produzione tedesca del musical debuttò il 7 dicembre 1995 al Rhein-Main Theater, fresco dopo un nuovo restauro, di Niedernhausen, con Helen Schneider e Uwe Kröger nei ruoli principali. Il ruolo di Norma, in seguito, è stato ricoperto anche da Daniela Ziegler e Christina Grimandi e poi ancora dalla Schneider. Lo show replicò con un discreto successo fino al maggio 1998. Negli ultimi mesi della produzione la Schneider fu rimpiazzata da Sue Mathys nel ruolo di Norma Desmond. Nel 1996 è stata distribuita al pubblico un'incisione discografica del musical con il cast originale (Helen Schneider e Uwe Kröger).
Una produzione a basso costo e non autorizzata debuttò in Spagna nel 2000, con pesanti alterazioni del libretto e della storia e con una grossa revisione rispetto alle produzioni originali di Londra, Broadway e Los Angeles.
Un tour in lingua tedesca del musical debuttò nei Paesi Bassi il 10 ottobre 2008 con Simone Kleinsma e Pia Douwes che si alternavano nel ruolo di Norma, mentre Antonie Kamerling interpretava Joe Gillis. La Kleinsma ha vinto per questo ruolo il Dutch Musical Awards come migliore attrice protagonista nel 2009 e anche il Flemish Musical Prizes per la migliore attrice. È stata commercializzata una versione discografica del musical con la Kleinsma nel ruolo di Norma che comprendeva quattro tracce bonus in cui Pia Douwes cantava le canzoni più importanti di Norma.
La prima produzione svedese del musical ha avuto luogo a Värmlandsoperan nel settembre 2009, con ottime recensioni. Il ruolo di Norma era ricoperto dall'attrice svedese Maria Lundqvist. Una produzione più elaborata del musical ha aperto alla Gothenburg Opera House nell'ottobre 2010 con Gunilla Backman nel ruolo di Norma. La Backman aveva già lavorato in Sunset Boulevard, interpretando Betty Shaefer nella produzione originale tedesca.

### Concerti
Nel 2004 Petula Clark riprese il ruolo di Norma insieme a Michael Ball (Joe) in una versione concertale del musical per due serate alla Cork Opera House in Irlanda, che fu in seguito trasmesso via radio dalla BBC. A questo punto Petula Clark, con più di duemila e cinquecento repliche nel ruolo di Norma, è diventata l'attrice ad aver ricoperto questo ruolo più a lungo.
Un altro concerto di Sunset Boulevard in due serate si è tenuto a Sydney 2004 dalla Production Company; Judi Connelli era Norma, Michael Cormick era Joe e Anthony Warlow interpretava Max. La Production Company ha messo in scena la versione concertale anche a Melbourne per una settimana nel 2005. Connelli è stata nuovamente Norma, David Campbell era Joe. Il concerto registrò il tutto esaurito in tutte le repliche.

### Revival del West End
Una produzione “da camera” del musical stette sul palcoscenico del Watermill Theatre di Newbury per otto settimane nell'estate del 2008. Craig Revel Horwood curava le regia e le coreografie, mentre il cast comprendeva Kathryn Evans nel ruolo di Norma Desmond e Ben Goddard in quello di Joe Gillis. In questa produzioni gli attori, oltre a cantare, suonavano anche degli strumenti. Questa produzione fu trasferita a Comedy Theatre nel West End londinese e le repliche cominciarono il 4 dicembre, mentre il 15 dicembre 2008 si tenne la prima ufficiale. Evans e Goddard ricoprivano ancora i due ruoli principali, mentre Dave Willetts interpretava Max. Il musical ottenne recensioni miste e chiuse il 19 settembre 2009, protraendo la sua permanenza al Comedy Theatre di quattro mesi rispetto alla chiusura originaria, che doveva avvenire il 30 maggio 2009 Ci sono piani per produzioni in Tour o a Broadway di questa nuova versione del musical.
Nel 2016 Glenn Close ha ripreso il ruolo di Norma Desmond per una versione semiscenica con l'orchestra dell'English National Opera.

### Altre
La prima produzione regionale del musical con licenza della RUG rimase in scena al Mariott Theatre di Chicago per un periodo limitato, e rimase la prima produzione regionale ufficialmente concessa dei successivi sei anni. Nel 2010 la RUG ha deciso di distribuire la licenza per produrre il musical, che è stato realizzato in decine di produzioni regionali e tour minori negli Stati Uniti e nel Regno Unito.
Una produzione della Ogunquit Playhouse ha replicato dal 28 giugno al 14 agosto 2010 con Stefanie Powers nel ruolo di Norma e Todd Gearhart in quello di Joe Gillis. È stata la prima produzione totalmente messa in scena negli Stati Uniti da oltre un decennio. Questa produzione era diretta da Shaun Kerrison, con coreografie di Tom Kosis e costumi di Anthony Powell, mentre Anthony Powell curò interamente la nuova scenografia della produzione all'Ogunquit Playhouse.
Anche l'Arvada Centre (Denver (Colorado)) ha creato una propria versione del musical andata in scena dal 14 settembre al 10 ottobre 2010. Ironicamente, questa era la città in cui il primo disastroso tour del musical aveva debuttato nel 1996. Nel cast figuravano Ann Crumb nel ruolo di Norma e Kevin Earley in quello di Joe. La produzione aveva la regia di Rod A. Landsberry.
Una produzione al Signature Theatre (Arlington) ha replicato dal 7 dicembre 2010 al 13 febbraio 2011, con la regia di e Florence Lacey nel ruolo di Norma. Questa produzione contava su un'orchestra di venti membri, la più grande che abbia mai suonato in questo musical.
La Pioneer Theatre Company di Salt Lake City (Utah) ha messo in scena il musical dal 29 aprile al 14 maggio 2011. Lynne Wintersteller recitava nel ruolo di Norma, Benjamin Eakeley in quello di Joe Gillis e Martin Vidnovic in quello di Max von Mayerling; la regia era curata da John Going. Altri membri della produzione erano: il coreografo Jayne Luke, il direttore musicale Michael Rice, lo scenografo George Maxwell, il costumista Carol Wells-Day, il lighting designer Dennis Parichy e l'addetto al suono Matthew Tibbs.
Il Music Theatre di Wichita ha messo in scena un'altra produzione dal 6 al 10 giugno 2011, con un'orchestra di 27 membri. Il musical aveva la regia di Mark Madama e Ann Morrison ricopriva il ruolo di Norma, mentre Chris Peluso era Joe Gillis, Nicolas F. Saverine era Max Mayerling e Kaleigh Cronin interpretava Betty Schaefer.
Il Barn Theatre di Augusta (Michigan) ha messo in scena il musical con la Quattro volte vincitrice del Emmy Kim Zimmer nel ruolo di Norma dal 23 agosto al 4 settembre 2011. Il musical aveva la regia di Hans Friedrichs e John Jay Espino.
L'Arizona Broadway Theatre di Peoria ha deciso di realizzare una propria produzione del musical a partire dal marzo 2012, con Cassandra Klaphake nel ruolo di Norma.
La Pittsburgh Civic Light Opera mette in scena un proprio allestimento del musical del luglio 2012, con Liz Callaway nel ruolo di Norma Desmond.

## Incisioni discografiche
- Sunset Boulevard (1993 Original London Cast): prima incisione discografica con Patti LuPone, Kevin Anderson, Daniel Benzali, Meredith Braun e Anita Louise Combe.
- Sunset Boulevard (1994 Los Angeles Cast) [Deluxe Edition]: prima incisione statunitense integrale con Glenn Close, Allan Campbell, George Hearn e Judy Kuhn.
- Highlights from Sunset Boulevard: brani migliori del musical cantata da Glenn Close, Allan Campbell, George Hearn e Judy Kuhn.
- Songs from Sunset Boulevard: Betty Buckley canta quattro dei pezzi più importanti del musical
- Sunset Boulevard (1995 original German cast): Helen Schneider, Uwe Kröger
- Sunset Boulevard (1996 Canadian Cast Recoridng): con Diahann Carroll, Rex Smith e Walter Charles.
- Songs from Sunset Boulevard (1996): Petula Clark canta tre dei pezzi più famosi del musical: With One Look, As If We Never Said Goodbye, The Perfect Year.
- Songs from Sunset Boulevard (1996): Linda Balgord canta tre dei pezzi più famosi del musical: With One Look, As If We Never Said Goodbye, Sunset Boulevard
- Songs from Sunset Boulevard (2001): Faith Braun e Earl Carpenter cantano tre dei pezzi più famosi del musical: With One Look, As If We Never Said Goodbye, The Perfect Year.

## Riconoscimenti

### West End
| Anno | Premio                 | Categoria                     | Nominato        | Risultato   |
| ---- | ---------------------- | ----------------------------- | --------------- | ----------- |
| 1994 | Laurence Olivier Award | Miglior musical               | Miglior musical | Candidato/a |
| 1994 | Laurence Olivier Award | Miglior attrice in un musical | Patti LuPone    | Candidato/a |
| 1995 | Laurence Olivier Award | Miglior attrice in un musical | Betty Buckley   | Candidato/a |
| 1996 | Laurence Olivier Award | Miglior attrice in un musical | Elaine Paige    | Candidato/a |

### Broadway
| Anno | Premio                      | Categoria                                      | Nominato                                             | Risultato       |
| ---- | --------------------------- | ---------------------------------------------- | ---------------------------------------------------- | --------------- |
| 1995 | Tony Award                  | Migliore Musical                               | Migliore Musical                                     | Vincitore/trice |
| 1995 | Tony Award                  | Miglior colonna sonora                         | Andrew Lloyd Webber, Don Black e Christopher Hampton | Vincitore/trice |
| 1995 | Tony Award                  | Migliore libretto di un musical                | Don Black e Christopher Hampton                      | Vincitore/trice |
| 1995 | Tony Award                  | Miglior attore in un musical                   | Alan Campbell                                        | Candidato/a     |
| 1995 | Tony Award                  | Migliore attrice in un musical                 | Glenn Close                                          | Vincitore/trice |
| 1995 | Tony Award                  | Migliore Attore non protagonista in un Musical | George Hearn                                         | Vincitore/trice |
| 1995 | Tony Award                  | Migliore regia in un musical                   | Trevor Nunn                                          | Candidato/a     |
| 1995 | Tony Award                  | Migliore coreografia                           | Bob Avian                                            | Candidato/a     |
| 1995 | Tony Award                  | Miglior scenografia                            | John Napier                                          | Vincitore/trice |
| 1995 | Tony Award                  | Migliori Costumi                               | Anthony Powell                                       | Candidato/a     |
| 1995 | Tony Award                  | Migliore Lighting Design                       | Andrew Bridge                                        | Vincitore/trice |
| 1995 | Drama Desk Award            | Miglior attrice in un musical                  | Glenn Close                                          | Vincitore/trice |
| 1994 | Outer Critics Circle Awards | Migliore Musical                               | Migliore Musical                                     | Vincitore/trice |
| 1994 | Outer Critics Circle Awards | Miglior attrice in un musical                  | Glenn Close                                          | Vincitore/trice |

### Canada
| Anno | Premio                   | Categoria                                      | Nominato           | Risultato       |
| ---- | ------------------------ | ---------------------------------------------- | ------------------ | --------------- |
| 1996 | Dora Mavor Moore Awards  | Miglior attrice in un musical                  | Anita Louise Combe | Candidato/a     |
| 1996 | Dora Mavor Moore Awards  | Miglior scenografia                            | John Napier        | Vincitore/trice |
| 1997 | Jessie Richardson Awards | Miglior attrice non protagonista in un musical | Anita Louise Combe | Candidato/a     |
| 1997 | Jessie Richardson Awards | Miglior attore non protagonista                | Walter Charles     | Candidato/a     |
| 1997 | Jessie Richardson Awards | Miglior scenografia                            | Walter Charles     | Candidato/a     |
| 1997 | Jessie Richardson Awards | Migliori luci                                  | Andrew Bridge      | Candidato/a     |

### Revival del West End, 2009
| Anno | Premio                 | Categoria                                     | Nominato      | Risultato   |
| ---- | ---------------------- | --------------------------------------------- | ------------- | ----------- |
| 2009 | Laurence Olivier Award | Miglior attrice in un musical                 | Kathryn Evans | Candidato/a |
| 2009 | Laurence Olivier Award | Miglior attore non protagonista in un musical | Dave Willetts | Candidato/a |

### Revival del West End, 2016
| Anno | Premio                 | Categoria                     | Nominato                      | Risultato   |
| ---- | ---------------------- | ----------------------------- | ----------------------------- | ----------- |
| 2017 | Laurence Olivier Award | Miglior revival di un musical | Miglior revival di un musical | Candidato/a |
| 2017 | Laurence Olivier Award | Miglior attrice in un musical | Glenn Close                   | Candidato/a |

## Adattamento cinematografico
Si vocifera che la Paramount Pictures voglia realizzare una versione cinematografica del musical. Si è pensato, per il ruolo di Norma Desmond a Glenn Close, Barbra Streisand, Elaine Paige, Liza Minnelli e Meryl Streep, mentre per il ruolo del protagonista a Ewan McGregor. Tuttavia non c'è una conferma a questa ipotesi.
Nell'agosto del 2011 Lloyd Webber ha affermato che vorrebbe Madonna nel ruolo di Norma in un'eventuale versione cinematografica, dicendo anche che difficilmente la star avrebbe risposto alla sua chiamata.
Nel dicembre 2011, dopo l'usicita in DVD e Blu-ray Disc del Phantom of the Opera alla Royal Albert Hall, Andrew Lloyd Webber ha affermato in un'intervista al The Daily Mail di voler mettere in scena una nuova produzione più economica del musical con Glenn Close, di farla registrare e di trasmetterla al cinema e ricavarne DVD. Nel febbraio 2019 viene annunciato l'adattamento cinematografico del musical, con protagonista Glenn Close e diretto da Rob Ashford, tuttavia il progetto viene ritardato dalla pandemia di Covid-19 e non più ripreso.